# Adrienne Lecouvreur
Adrienne Lecouvreur, nota anche come Adrienne Le Couvreur o, italianizzata, Adriana Lecouvreur e Adriana Le Couvreur, ma nata Adrienne Couvreur (Épernay, 5 aprile 1692 – Parigi, 20 marzo 1730), è stata un'attrice teatrale francese.

## Biografia
Figlia della lavandaia Marie Boily e del cappellaio Robert Couvreur, amante sin da piccola dell'arte drammatica e della poesia, si trasferì a soli dieci anni a Parigi con tutta la famiglia, dove prese residenza nel quartiere di san Sulpice. La fanciulla ricevette la prima educazione in rue Du Gindre, presso le Figlie dell'Istruzione Cristiana. Nel 1705 la famiglia si sistemò nel quartiere del Tempio, dove si trovava la Comédie-Française. La giovane Adrienne si unì inizialmente ad una compagnia filodrammatica di rue Féron e a quattordici anni interpretò il personaggio di Paolina nel Poliuto di Corneille.
L'interpretazione colpì favorevolmente una dama della buona società, Madame Du Gué, che le chiese di reinterpretare la parte nel suo palazzo, al numero 8 di rue Garancière, dove Adrienne ottenne un successo clamoroso presso gli ospiti, composti per la maggior parte da attori del vicino, celebre teatro. Presa sotto tutela dal maestro di recitazione Legrand, ottenne dal padre il permesso di dedicarsi alla carriera di attrice. Fu così che avvenne il suo debutto sui palcoscenici di Lilla in Le Cid col nome d'arte di Adrienne Lecouvreur. La particella Le venne aggiunta, su suggerimento di Le Grand, per dare un pizzico di aristocraticità alla donna dalle umili origini.
Dopo dieci anni di tournée ininterrotte per i teatri francesi, il 14 maggio 1717 debuttò sulle scene della Comédie-Française (forse nel ruolo di Elettra in un adattamento) riscuotendo un successo clamoroso e rimanendo attrice fissa per tredici anni, durante i quali si esibì in 1.184 rappresentazioni.
In breve tempo la Lecouvreur divenne un personaggio ambito dei salotti parigini, contraddistinguendosi per l'eleganza e la raffinatezza di cui era dotata. Ebbe numerosi amanti, tra i quali forse Voltaire, il quale fu sicuramente a lei legato da profonda amicizia, e soprattutto Maurizio di Sassonia, con il quale intrattenne una relazione di molti anni, terminata per la lontananza e l'infedeltà di lui.
Il suo successo le inimicò diverse attrici della Comèdie Française, gelose della posizione di prestigio che l'attrice ricopriva rispetto a loro: tra tutte la Duclos, sua eterna rivale. I grandi ruoli tragici le furono sempre congeniali, tanto da restarle cuciti addosso per tutta la carriera: nonostante ciò, i contemporanei ritennero la Lecouvreur un'interprete priva di artificiale enfasi o eccessiva gravità. Forse proprio le sue umili origini le permisero di unire l'eleganza del gesto e la declamazione retorica alle pratiche comuni del quotidiano. Il cambiamento di registro nella recitazione tragica, se da una parte fu ravvisato come eccesso di modernismo, dall'altro ispirò numerosi attori che videro nella rottura della tradizione un'evoluzione dell'arte drammatica.
Tra le numerose opere di cui fu interprete ci furono l'Elettra di Crébillon, la Berenice, Le Cid e il Poliuto di Corneille, l'Edipo di Voltaire. Recitò alla corte di Luigi XV, che era appena quindicenne, il 5 settembre 1725, riuscendo a commuoverne la giovanissima sposa, Maria Leszczyńska, e ricoprendosi di onori e di gloria.
La morte dell'attrice è avvolta nel mistero. Si sospetta che sia stata avvelenata da Luisa Enrichetta Francesca di Lorena, duchessa di Bouillon la quale, segretamente innamorata di Maurizio di Sassonia, avrebbe ordinato un filtro d'amore da far consegnare all'attrice per farla disamorare dall'oggetto delle sue brame. Nonostante non fosse riuscita nel suo intento, la duchessa di Bouillon continuò nelle sue finte premure nei confronti della donna, riuscendole ad essere sempre vicina. A poco a poco la salute della Lecouvreur peggiorò inspiegabilmente, portandola ad un rapido deperimento fisico e morale che la condusse a morte prematura il 20 marzo 1730. Secondo alcune fonti, ricevette sepoltura in una fossa comune d'un antico cimitero o foppone ai margini della Senna.

## Nella cultura di massa
- Nel 1902 Francesco Cilea compose Adriana Lecouvreur, opera lirica in quattro atti basata sulle vicende amorose tra l'attrice e Maurizio di Sassonia. L'opera riportò molto successo, ed è ancora oggi molto rappresentata; celebri soprani come Renata Tebaldi, Magda Olivero, Rajna Kabaivanska, Renata Scotto, Mirella Freni, Montserrat Caballé, Daniela Dessì si sono cimentate nell'interpretazione della protagonista.